# César Chávez

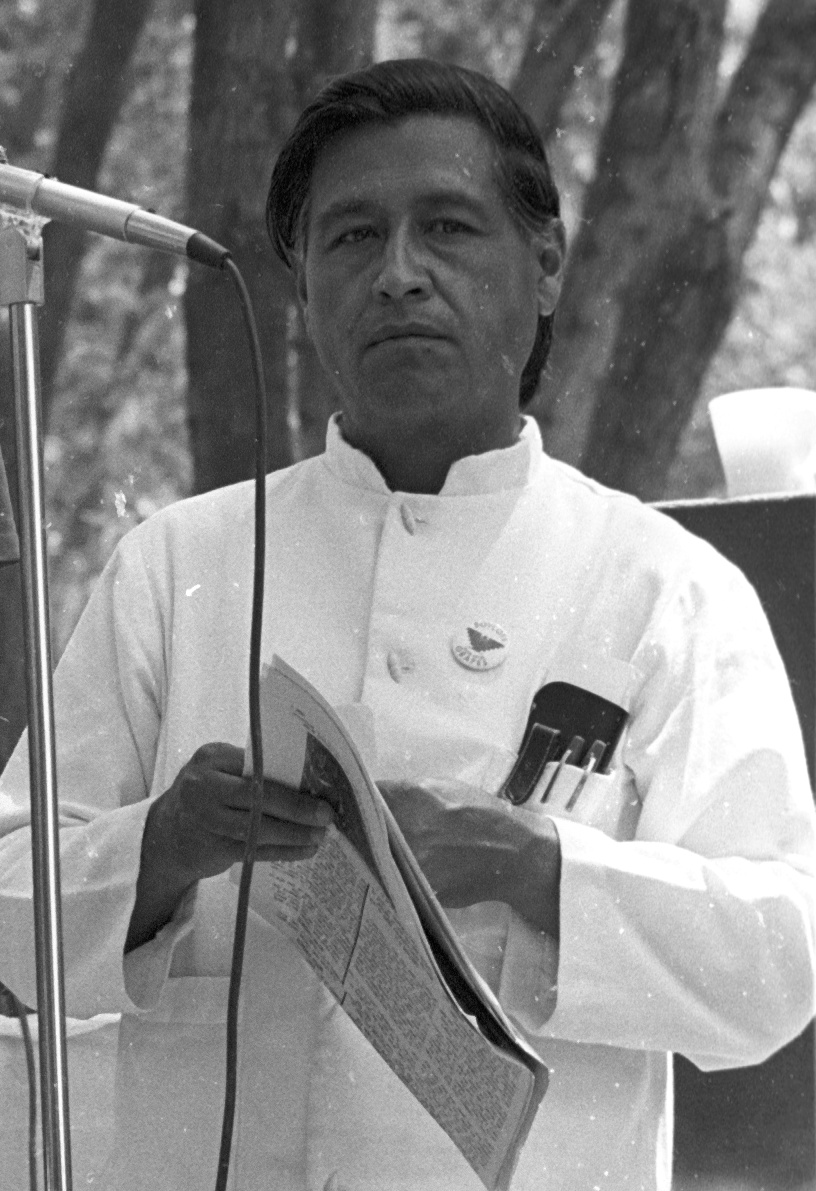
César Chávez, Juni 1974

César Estrada Chávez (* 31. März 1927 in Yuma, Arizona; † 23. April 1993 in San Luis, Arizona) war der Gründer der US-amerikanischen Landarbeitergewerkschaft United Farm Workers (UFW).

## Leben
Chávez wurde 1927 als das zweite von fünf Kindern einer Kleinbauernfamilie in Yuma geboren. Zur Bezahlung der Steuerschulden verkaufte die Familie 1939 die Farm und schloss sich Wanderarbeitern an, um in Arizona und Kalifornien den Lebensunterhalt zu verdienen. 1944 ging er zum United States Marine Corps. 1948 kehrte er nach Kalifornien zurück und heiratete Helen Fabela.
Ab 1952 setzte er sich in der Community Service Organization (CSO) für Soziales ein, wo er von Fred Ross unterstützt wurde. 1962 verließ Chávez die CSO, um mit Dolores Huerta die Landarbeitergewerkschaft National Farm Workers Association (NFWA) aufzubauen. 1965 schlossen sich die NFWA und die Agricultural Workers Organization Committee (AWOC) zusammen, um die Gewerkschaft der United Farm Workers zu bilden.
Sein Geburtstag, der 31. März, ist in mehreren US-Bundesstaaten gesetzlicher Feiertag (Cesar Chavez Day).
Im Jahr 2014 erschien die Filmbiographie Cesar Chavez. Eine vom kalifornischen Künstler Paul Suarez (* 1958) geschaffene Büste von Chávez gehört seit dessen Amtseinführung im Januar 2021 zur Ausstattung des Oval Office von US-Präsident Joe Biden. Chávez Enkelin Julie Chávez Rodríguez (* 1979) war als Leiterin des White House Office of Intergovernmental Affairs eine Mitarbeiterin in Bidens Kabinett.

## Auszeichnungen
- Presidential Medal of Freedom am 8. August 1994
- Pacem in Terris Award
- Benennung eines Asteroiden nach ihm am 27. August 2019: (6982) Cesarchavez
- Cesar E. Chavez National Monument

### César Chávez Day
2014 rief US-Präsident Barack Obama den  César Chávez Day aus. Der Gedenktag erinnert jedes Jahr am 31. März an die Geburt und das Erbe des Aktivisten für Bürger- und Arbeiterrechte.